# Lindmetsa
Lindmetsa is een plaats in de Estlandse gemeente Saaremaa, provincie Saaremaa. De plaats heeft de status van dorp (Estisch: küla) en telt 16 inwoners (2021).
Tot in oktober 2017 lag Lindmetsa in de gemeente Torgu. In die maand ging Torgu op in de fusiegemeente Saaremaa.
Lindmetsa ligt aan de westkust van het schiereiland Sõrve, onderdeel van het eiland Saaremaa. Bij Lindmetsa ligt het natuurpark Lindmetsa maastikukaitseala met een oppervlakte van 50,9 ha.

## Geschiedenis
Bij Lindmetsa zijn de resten van prehistorische akkers en enkele graven gevonden.
Lindmetsa werd voor het eerst genoemd in 1743 onder de naam Linno Metsa Trin, een boerderij op het landgoed van Kaunispe. Pas in 1939 werd Lindmetsa als afzonderlijk dorp erkend; voor die tijd hoorde het bij Kaunispe. In 1977 werd het opnieuw bij Kaunispe gevoegd; in 1997 werd het weer een apart dorp.